# 다우르족
다우르족(중국어: 达斡尔族, 達斡爾族 다워얼족[*], 영어: Daur people, Dagur, Daghur, Dahur)은 중국 동북부의 내몽골 자치구와 헤이룽장성에 주로 거주하는 몽골계 민족 중 하나이다. 다우르어로는 "개척자"를 뜻하는 '다구르(dagur)'라고 부르는데, 이들은 몽골어와 같은 계통의 고유 언어인 다우르어와 한어를 쓴다. 2000년 중국에서 실시한 인구조사에 따르면 다우르족은 132,394명으로 집계되었으며 다우르족과 같이 서만주나 남몽골에 거주하고 있는 소수민족은 만주족, 몽골족 등이 있다.
거의 대부분의 다우르족은 샤머니즘을 신봉하고, 몇몇은 라마교, 즉 티베트 불교를 믿는다. 그리고 다우르족은 샤머니즘이 오랫동안 발달한 민족답게 가문마다 그 가문 특유의 샤머니즘 의식이 있다.
청나라의 마지막 황제 선통제 푸이의 부인인 효각민황후 고불로씨, 즉 완룽이 다우르족 출신이다.
거란의 후예라는 학설이 있다. 문화적으로나 유전적으로 거란족과 가장 가깝다고 한다.

## 유래
다우르족이 과거 거란족의 후예라는 주장은 건륭제의 흠정 요금원삼사어해(欽定 遼金元三史語解)에서도 언급된 역사깊은 가설인데, 오늘날 유전적 증거에 의해 뒷받침되고 있다. 특히 그들의 언어인 다우르어가 거란어의 영향도 받아 형성되었다는 연구가 있다.

## 같이 보기
- 중국의 민족